# Ulrike Stadler-Altmann
Ulrike Stadler-Altmann (* 1968) ist eine deutsche Pädagogin.

## Leben
Nach dem ersten Staatsexamen 1993, dem Dr. phil. 1998, dem zweiten Staatsexamen 2002 und der Habilitation 2009 (Venia Legendi: Erziehungswissenschaft) war Ulrike Stadler-Altmann von 2015 bis 2023 ordentliche Professorin für Didaktik und Schulpädagogik an der Freien Universität Bozen. 2023 wurde sie an die Humboldt-Universität zu Berlin auf die Professur für Schulpädagogik berufen.

## Schriften (Auswahl)
- Das Zeitgedicht der Weimarer Republik. Mit einer Quellenbibliographie zur Lyrik im ersten Drittel des 20. Jahrhunderts (1900–1933). Hildesheim 2001, ISBN 978-3-487-11466-8.
- Das Schülerselbstkonzept. Eine empirische Annäherung. Bad Heilbrunn 2010, ISBN 978-3-7815-1737-0.
- mit Annette Scheunpflug und Horst Zeinz: Bestärken und fördern. Wege zu einer veränderten Lernkultur in der Sekundarstufe I. Erarbeitet und erprobt im Modellversuch KOMPASS – Kompetenz aus Stärke und Selbstbewusstsein. Seelze 2012, ISBN 978-3-7800-1096-4.
- mit Susanne Schumacher, Enrico Angelo Emili und Elisabeth Dalla Torre (Hrsg.): Spielen, Lernen, Arbeiten in Lernwerkstätten. Facetten der Kooperation und Kollaboration. Seelze 2020, ISBN 3-7815-2357-8.